# BS火焰之纹章 阿卡内亚战记
《BS火焰之纹章 阿卡尼亚战记》是任天堂开发的一系列聲音連動游戏（Sound Link Game）形式的战略角色扮演游戏，于1997年9月29日由任天堂在日本发售，平台为超级任天堂。该作通过BS-X卫星下载发行，至1997年10月20日截止共4话，主要劇情為《暗黑龍與光之劍》開始前發生的事，由阿卡奈亞陷落至妮娜公主逃到奧利安王國成立抵抗軍。在1997年11月和1999年4月还进行了再放送。